# Seznam srbskih jezikoslovcev
Seznam srbskih jezikoslovcev in filologov.

## A
- (Idriz Ajeti 1917- 2019): srbsko-albansko-kosovski
- Radomir B. Aleksić
- D. Alimpić
- Ivana Antonić
- Nada Arsenijević

## B
- Henrik Barić (hrvaško-bos.-srb.)
- Aleksandar Belić (1876-1960)
- J. Berić
- Ksenija Bogetić Pejović
- Zlata Bojović
- Žarko Bošnjaković
- Jovan Bošković (1834-1892)
- Radoslav Bošković (1908-1983)
- Milan Budimir (1891-1975) (klasični filolog, filozof)
- Jelena Budimirović ?
- Pero Budmani (Petar Budman) (Dubrovnik)
- Ranko Bugarski (1933)
- Josip Buljovčić
- Petar Bunjak
- Mirjana Burzan

## Č
- Andrej Čipkár
- Dimitrije Čobić

## Ć
- Pavle Ćosić ?
- Evgenije Ćurković

## D
- Vojislav Dančetović
- Đuro Daničić (1825-1882)
- Đorđe Dera (1844-1917)
- Naum Dimitrijević
- Nataša Dragin
- P. Dragutinović
- Kosta Dudić

## Đ
- Vasilije Đerić (1867-1931)
- Đorđe Đorđević (1867-1898)
- Pera Đorđević (1855-1902)
- Petar Đorđić (1904-1989)
- Maja Đukanović (1962)
- Vlado Đukanović (1960)
- Branislav Đurđev (1908-1993)
- Miloš Đurić (1892-1967)

## G
- (Dušan Glumac)
- (Vaso Glušac)
- Irena Grickat-Radulović (1922 2009)
- Jasmina Grković-Mejdžor
- Milica Grković

## I
- Vojislav Ilić
- Dimitrije Isailović (1753-1853) (leksikograf)
- Milka Ivić (1923-2011)
- Pavle Ivić (1924-1999)

## J
- (Vladeta Janković) ?
- Jovan Jerković
- Vera Jerković
- Stojan Jovanović
- Dušan Jović

## K
- Vuk Stefanović Karadžić (1787-1864)
- Jovan Kašić
- Nataša Kiš (r. Bugarski)
- Rudolf Kolarič (slovensko-srbski)
- Mikola Kočiš
- Đorđe Kostić  (1909-95)
- Radovan Košutić (1866-1949)
- Miloš Kovačević (1953)

## L
- Ilija Lalević
- Miodrag S. Lalević (1899-1983)
- Radovan Lalić (1908-1973)
- (Vido Latković)
- S. Lazarević
- (Mladen Leskovac)
- Vikentije Ljuština (1761-1805)
- Janko Lukić

## M
- Mamuzić
- Svetozar Marković (1912- ?)
- S. Matić
- Jasna Melvinger
- Aleksandar Milanović
- Jasmina Milićević
- Aleksandar Mladenović
- Miloš Moskovljević
- Jasmina Moskovljević Popović
- A. Mrazović

## N
- M. Nešković
- S. Novaković
- Slobodan Novokmet

## O
- Dositej Obradović

## P
- J. Pavlović
- Milivoj Pavlović (1891-1974)
- Slobodan Pavlović
- Asim Peco
- Radovan Perinac
- Dragoljub Petrović
- Mato Pižurica
- Josif Podgorski
- Ivan Popović
- J. Popović
- (Pavle Popović)
- S. D. Popović

## R
- Milorad Radovanović
- Stana Ristić

## S
- Živojin Simić
- P. Solarić
- Živko Stefanović
- Mihailo Stevanović (1903-1991)
- Ljubomir Stojanović (1860-1930)
- Boško Suvajdžić

## Š
- Irena Špadijer
- Gordana Štasni

## T
- Sima Tomić (1866-1903)
- Jovan Turoman (klasični filolog)

## V
- Aleksandra Vraneš
- Milan Vujaklija

## Z
- Dušanka Zvekić-Dušanović

## Ž
- A. Žeželj
- J. Živanović
- Sreten Živković?